# Manfred Lindner (Saxophonist)
Manfred Lindner (* 8. September 1937 in Gotha) ist ein deutscher Jazzmusiker (Sopran-, Tenor- und Altsaxophon, Klarinetten, Flöten, Arrangement). 

## Werdegang
Lindner studierte an der Folkwang-Hochschule Klarinette und war in den Bigbands von Ingfried Hoffmann und Hermann Gehlen tätig. 1966 war er als Mitglied der Günter-Weser-Combo bei der LP Jazztime mit Barbara (Aus dem Essener Musikleben) beteiligt, aber auch bei Aufnahmen von Oskar Gottlieb Blarr. Zwischen 1967 und 1973 war er Mitglied des Orchesters Kurt Edelhagen, wo er als Solist „eine prägende Rolle“ spielte. Auch spielte er in der Media Band von Harald Banter. 
1974 wechselte er zur späteren hr-Bigband, wo er fast 25 Jahre tätig war und auch Stücke für dieses Ensemble arrangierte. Mit der Main-Stream-Power-Band unter der Leitung von Heinz Schönberger spielte er zahlreiche LPs ein. Der Hessische Rundfunk gab ihm auch die Möglichkeit, sich mit seiner eigenen Jazz-Formation Soundtrack zu präsentieren. 
Danach trat er mit den Hanauer Sugarfoot Stompers auf, mit denen er 1996 eine CD einspielte.  Diese Formation wurde 1998 Kulturpreisträger des Main-Kinzig-Kreises. Zusätzlich trat er in vielen Konzerten mit der New Orleans Connection Jazzband auf. Des Weiteren spielte er beim Mellow Tone Trio mit. Zwischen 1966 und 1981 war er an 13 Alben im Bereich des Jazz musikalisch beteiligt.

## Diskographische Hinweise
- Walter Strerath Trio Quartet Quintet (JG bzw. Sonorama, 1969)
- Bobby Kimball & the hr Bigband Tribute to Ray Charles (1993)